# Марк Левинсън
Марк Левинсън Аудио Системс e производител на висококачествено аудио оборудване. Компанията е основана през 1972 г. от едноименния си основател Марк Левинсън. От 1990 г., Марк Левинсън е част от Херман интернешънал индъстрис груп и специализира в усилватели и дигитални аудио процесори. Марк Левинсън е компания на висококачественото звукоразпространение и обслужва нуждите на аудиофили и меломани. Фирмата е избрана от автомобилния производител Лексус за аудио оборудването на техните возила.

## История
Компанията датира своето начало от 1972 г. като Марк Левинсън Аудио Системс (MLAS) като идеен и работен проект на самия Марк Левинсън и се фокусира от самото си основаване върху утвърждаване на фирмата като синоним за качество в аудио оборудването. Компанията се базира първоначално в Ню Хейвън, Кънектикът, където Марк Левинсън е започнал да разработва висококачествено аудио оборудване. Неговия баща е бил професор в Йейлски университет. През осемдесетте, компанията е попада в ръцете на Мадригал и губи част от своите сътрудници и иноватори, като Марк Левинсън и Том Коланджело. Самия Марк Левинсън не спира своята аудиофилска дейност, ставайки основател и съосновател на други компании, като Cello и Red Rose Music.
През 2001 г. фирмата Марк Левинсън бива закупена от Harman International Group. Същността на тяхната дейност продължава да бъде същата, високия сегмент на пазара за висококачествено аудио оборудване. Смята се, че Марк Левинсън е един от най-прославените производители на усилватели в света, редом с фирми като Bryston и Audionet, за които се споменава, че остават в неговата сянка. Фирмените усилватели и предусилватели се търгуват в т.нар. луксозна ценова граница – над 10 000 щатски долара за N°336 модификацията и 35 000 щатски долара за чифт от серията усилватели N°33.
Въпреки че продуктите на Марк Левинсън бяха предимно ориентирани към стерео пазара и този на домашните кина, към днешна дата търговската марка Марк Левинсън може да бъде забелязана и като висококачествени аудио системи за Лексус автомобили.

## Модели

### Усилватели
- N° Series
  - Mark Levinson No. 20
  - Mark Levinson No. 23
  - Mark Levinson No. 20.5
  - Mark Levinson No. 20.6
  - Mark Levinson No. 23
  - Mark Levinson No. 23.5
  - Mark Levinson No. 27
  - Mark Levinson No. 29
  - Mark Levinson No. 27.5
  - Mark Levinson No. 33
  - Mark Levinson No. 33H
  - Mark Levinson No. 53
  - Mark Levinson No. 331
  - Mark Levinson No. 332
  - Mark Levinson No. 333
  - Mark Levinson No. 334
  - Mark Levinson No. 335
  - Mark Levinson No. 336
  - Mark Levinson No. 431
  - Mark Levinson No. 432
  - Mark Levinson No. 433
  - Mark Levinson No. 434
  - Mark Levinson No. 436
  - Mark Levinson No. 532

- ML Серия
  - Mark Levinson ML-2
  - Mark Levinson ML-3
  - Mark Levinson ML-9
  - Mark Levinson ML-11

### Предусилватели
- N° Серия
  - Mark Levinson No. 25
  - Mark Levinson No. 26
  - Mark Levinson No. 28
  - Mark Levinson No. 32
  - Mark Levinson No. 38
  - Mark Levinson No. 38S
  - Mark Levinson No. 380
  - Mark Levinson No. 380S
  - Mark Levinson No. 320S
  - Mark Levinson No. 326S

- ML Серия
  - Mark Levinson ML-1
  - Mark Levinson ML-6
  - Mark Levinson ML-6A
  - Mark Levinson ML-6B
  - Mark Levinson ML-7
  - Mark Levinson ML-7A
  - Mark Levinson ML-10
  - Mark Levinson ML-10A
  - Mark Levinson ML-12A

### Дигитални аудио процесори
- N° Серия
  - Mark Levinson No. 30
  - Mark Levinson No. 30.6
  - Mark Levinson No. 35
  - Mark Levinson No. 36
  - Mark Levinson No. 36S
  - Mark Levinson No. 360
  - Mark Levinson No. 360S
  - Mark Levinson No. 502